# Koheri
Koordinaten: 58° 53′ N, 23° 32′ O
Koheri (deutsch Kogeri) ist ein Dorf (estnisch küla) in der Stadtgemeinde Haapsalu (bis 2017: Landgemeinde Ridala) im Kreis Lääne in Estland.
Der Ort hat sechzehn Einwohner (Stand 31. Dezember 2011).

## Straußenfarm
Auf dem Bauernhof Kuuse talu befindet sich seit 2002 eine Straußen-Farm. Die Anlage ist eine der größten Straußeneier-Produzenten in Estland.